# Comitatul de Edessa

Comitatul Edessei în 1135

Comitatul de Edessa este prima formațiune statală condusă de cruciați în Asia Mică. 

## Amplasare geo-politică
Comitatul Edessa a fost unul din cele mai întinse state latine ale Asiei Mici însă cu o populație foarte mică, cifrată undeva în jurul a 10.000 de locuitori. Datorită poziționării în zona deluroasă din proximitatea Munților Taurus, nu erau multe orașe ci o sumă de fortărețe defensive. Comitatul se învecina cu Antiohia în vest; în nord se învecina cu Armenia Mare. În sud si est avea ca vecini trei dintre cele mai puternice state musulmane, emiratele de Alep, Mosul, și Jazira (în nordul Irakului). Locuitorii, în marea lor majoritate erau sirieini și armeni, creștini aparținând cultelor Bisericilor Ortodoxe Iacobite și Armene. Pe lângă aceștia mai erau în număr mic greci ortodocși, musulmani și catolici.

## Istoric
Primul conducător independent al Edessei a fost Thoros, fiul lui Hetum, mercenar armean de origine, ofițer în slujba bizantinilor apoi trecând de partea musulmanilor. Acesta este numit guvernator al orașului în 1094 de către sultanul selgiucid al Damascului. Profită de ocazie și întărește zidurile proclamându-și independența. Trupele turce și armene staționate în zonă încep un asediu de 2 luni soldat cu un eșec.
În vara lui 1097, izbucnește o puternică răscoală în oraș, iar Thoros cere sprijinul cruciaților ce erau în drum spre Antiohia. Balduin de Boulogne nu ezită să facă un ocol cu trupele sale prin Est pentru a da o mână de ajutor lui Thoros însă nu complet dezinteresat ci pretinzându-i să-l infieze și să-l proclame succesor. Presat de evenimente, Thoros acceptă. În primăvara anului următor izbucnește o altă răscoală în urma căreia Thoros este asasinat (9 martie1098) iar Baudouin de Boulogne își ia „moștenirea“ în stăpânire luându-și titlul de conte.
Baudouin de Boulogne duce o politică înțeleaptă de apropiere a populației armene majoritare în zonă, pe de o parte sporindu-le privilegiile, pe de alta căsătorindu-se cu Arda, fiica lui Constantin I, regele Armeniei Mici. Această căsătorie garanta liniștea populației, venituri substanțiale oferite de nobilii armeni din zonă cât și stăpânirea unor fortărețe din vecinătatea orașului și din Munții Taurus oferite de socrul său drept moștenire.
La moartea fratelui său mai mare Godefroy de Bouillon în iulie 1100, Baudouin de Boulogne lasă comitatul în stăpânirea vărului său Baudouin du Bourg. Acesta, continuând polica inițiată de Baudouin de Boulogne, se căsătorește cu Morfia, fiica principelui armean de Malatya, Gabriel. Încercările sale de a-și extinde posesiunile în Est, în dauna emirului de Mosul, se soldează cu capturarea sa la asediul cetății Harran în 1104. Comitatul rămâne sub regența lui Richard de Salerno, senior de Adana care reușește cu greu să respingă asediile musulmanilor până la eliberarea lui Baudouin du Bourg în 1108. În vara aceluiași an, Baudouin du Bourg mai încearcă o campanie de anexare a Mosulului, și ea de asemeni eșuată, apoi renunță definitiv la expansiunea în Est.
În 1118, Balduin du Bourg succede pe tronul regilor de Ierusalim, numind conte inițial pe vărul său Galéran du Puiset, senior de Bira, apoi, răzgândindu-se numește pe alt văr al său Josselin de Courtenay.
„Invincibilul soldat al lui Hristos“, cum este numit de cronicarul Mathieu d'Édesse, poartă războaie susținute împotriva musulmanilor păstrând teritoriul comitatului intact, la moartea sa lăsând însă un moștenitor slab care se arăta mai mult interesat de artă și tehnologie decât de problemele statului. Astfel Josselin al II-lea de Courtenay își mută capitala în fortăreața Turbessel neglijând nemulțumirile populației armene din Edessa precum și amenințarea gravă creată prin unirea emiratelor de Mosul și Alep.
În 1144 începe ofensiva atabergului de Mosul, Josselin, nepregătit cerând ajutor disperat lui Raymond al III-lea de Toulouse, contele de Tripoli. Zangi, profită de lipsa contelui din capitala, precum și de puținele trupre lăsate în aparare și, în urma unui asediu scurt, pe 24 decembrie cucerește Edessa. În urma campaniei din acel an musulmanii cuceresc marea parte a teritoriului comitatului.
Josselin II de Courtenay continuă să domnească peste un număr mic de castele la vest de Eufrat și după campania musulmană din anul acela, iar după moartea lui Zangi în septembrie 1146, reușind chiar să recucerească Edessa în urma unei răscoale a populației armene (27 octombrie 1146)însă numai pentru puțin timp căci în noiembrie, același an, este recucerit, de data asta definitiv, de către Nur ad-Din, fiul și sucesorul lui Zanghi în Alep. Recucerirea orașului este însoțită de un măcel înfiorător printre creștini. Vestea acestei băi de sânge a ajuns rapid în Occident și a condus la venirea celui de al doilea val de armate creștine cunoscut sub numele de Cruciada a II-a. 
În luptele din anul următor comitatul de Edessa este pierdut aproape în întregime iar Josselin al II-lea de Courtenay este capturat, în captivitate aflându-și sfârșitul. Singura fortăreață rămasă ne anexată de Nur ad-Din, Turbessel, este vândută de soția lui Josselin al II-lea, Béatrice, lui Manuel I Comnenul, împăratul bizantin, dar nici acestuia nu i-a purtat noroc căci a fost capturat și el de sultanul de Rum, Nur al-Din un an mai târziu.
Ultimul care a purtat titlul de conte de Edessa a fost fiul lui Josselin al II-lea, Josselin al III-lea de Courtenay după care efemerul stat latin din Asia Mică rămâne doar o amintire glorioasă și un subiect pentru menestreli.

## Conții de Edessa
| 1094-1098 | Thoros nu a purtat titlul de conte |
| 1098-1100 | Balduin I de Boulogne              |
| 1100-1118 | Balduin al II-lea du Bourg         |
| 1119-1131 | Josselin I de Courtenay            |
| 1131-1149 | Josselin al II-lea de Courtenay    |

## Conții titulari de Edessa
| 1149-1159 | Josselin al II-lea de Courtenay  |
| 1159-1200 | Josselin al III-lea de Courtenay |